# Ecnomus ndjorensis
Ecnomus ndjorensis är en nattsländeart som beskrevs av Francois-Marie Gibon 1992. Ecnomus ndjorensis ingår i släktet Ecnomus och familjen trattnattsländor. Inga underarter finns listade i Catalogue of Life.